# Rohru
Rohru là một thị xã và là một nagar panchayat của quận Shimla thuộc bang Himachal Pradesh, Ấn Độ.

## Địa lý
Rohru có vị trí 31°13′B 77°45′Đ / 31,22°B 77,75°Đ Nó có độ cao trung bình là 1694 mét (5557 feet).

## Nhân khẩu
Theo điều tra dân số năm 2001 của Ấn Độ, Rohru có dân số 6606 người. Phái nam chiếm 59% tổng số dân và phái nữ chiếm 41%. Rohru có tỷ lệ 76% biết đọc biết viết, cao hơn tỷ lệ trung bình toàn quốc là 59,5%: tỷ lệ cho phái nam là 80%, và tỷ lệ cho phái nữ là 71%. Tại Rohru, 13% dân số nhỏ hơn 6 tuổi.